# 1918-as zágrábi fegyveres konfliktus
1918. december 5-én a Szlovének, Horvátok és Szerbek Nemzeti Tanácsának fegyveres karhatalma és a Sokol nevű pánszláv mozgalom önkéntesei fegyveres összecsapásba kerültek a horvát honvédség 25. ezredének és az egykori osztrák-magyar hadsereg 53. ezredének tüntető katonáival. A karhatalmisták a zágrábi Jelačić bán téren állították meg a katonákat. 
A tiltakozás és a konfliktus okait nem nagyon dokumentálták, de a Rudolf laktanyától az Ilica utcán a város központi tere felé vonuló katonák I. Péter szerb király elleni, és a köztársaságot, valamint a Horvát Népi Parasztpárt vezetőjét, Stjepan Radićot éltető jelszavakat kiabáltak. Miután a katonák a Jelačić bán térre értek, rövid tárgyalásokra, majd fegyveres összecsapásra került sor. Az összecsapásban elesett tizennyolc ember többsége katona volt, a halottakat decemberi áldozatoknak (horvátul: Prosinačke žrtve) nevezték el. A Nemzeti Tanács ezt követően megbízhatatlannak ítélve előbb a két ezredet, majd később az új államban állomásozó összes korábbi osztrák-magyar egységet is feloszlatta. A Nemzeti Tanács ezután a szerb királyi hadseregre támaszkodott annak érdekében, hogy a nemrég feloszlatott egységek helyére új, megbízható egységeket hozzon létre.
A Jogok Pártjának frankista szárnya az eseményt a közös délszláv királyság létrejöttének és más 1918-as eseményeknek a horvát nemzet megaláztatásként tüntették fel, azt állítva, hogy ez elősegítette a horvátok körében a vereségtudatot. A frankisták azt állították, hogy ez a vereségtudat sorozatos politikai kudarcok eredménye, és hogy a frankisták adnak esélyt a kiábrándult és figyelmen kívül hagyott egykori osztrák-magyar tiszteknek, hogy mellőzöttségükből felálljanak. Így a „vereség kultúrája” hozzájárult ahhoz, hogy Jugoszlávia második világháborús megszállása idején az Usztasa szélsőjobboldali félkatonai szervezetként, majd később náci kollaboránsként emelkedjen fel.

## Politikai háttér

### A Monarchia összeomlását követő zűrzavar
Az első világháború utolsó napjaiban, 1918. október 5–6-án az Ausztria-Magyarországon élő horvátokat, szlovéneket és szerbeket képviselő politikai pártok a birodalomtól való függetlenedés érdekében megszervezték a zágrábi székhelyű Szlovének, Horvátok és Szerbek Nemzeti Tanácsát. A Nemzeti Tanács kikiáltotta a Szlovének, Horvátok és Szerbek Államát, amely magában foglalta a szlovének lakta területeket, Horvát–Szlavónországot, Dalmáciát, valamint Bosznia-Hercegovinát, és felhatalmazta a Jugoszláv Bizottságot, mint a korábban Habsburg uralom alatt állt délszláv területek Szerb Királysággal való egyesülését szorgalmazó érdekcsoportot, hogy külföldön képviselje a Tanácsot. A Nemzeti Tanács elnöke, Anton Korošec egy genfi konferenciára távozva, ahol szerb képviselők vitatták meg az egyesülés módját, elhagyta Zágrábot.

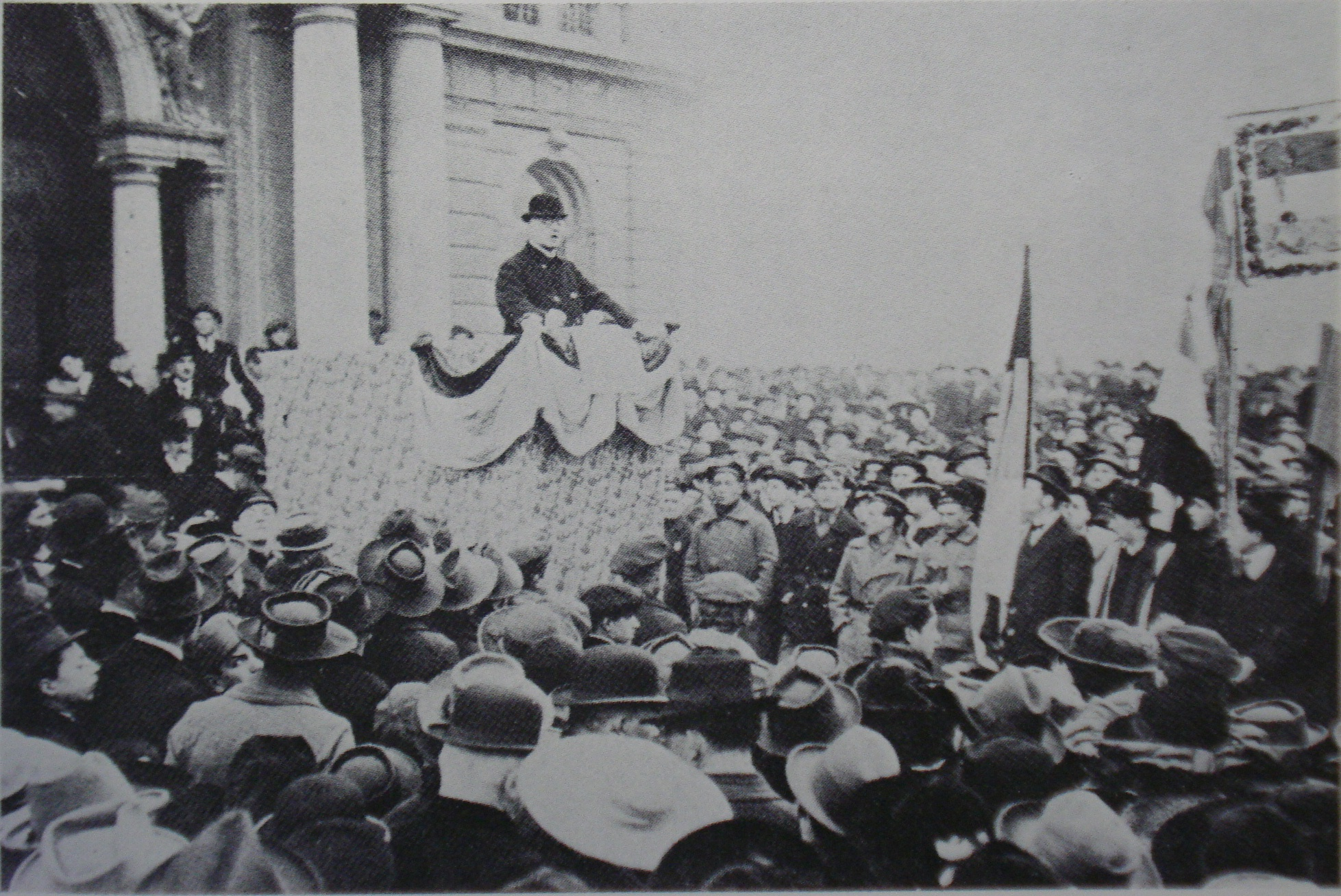
Mihalovich bán beszél az összegyűlt tömeghez 1918. október 22-én

Abban az időben a zöld kádereknek nevezett, a osztrák–magyar hadseregből dezertált katonák vidéken bűnözési hullámot indítottak el. 1918 szeptemberére a horvátok, szerbek és bosnyákok között körülbelül 50 000 zöld káder volt. Legtöbbjük Horvát-Szlavónországban tevékenykedett, ahol az erőszak október 24. és november 4. között tetőzött. Ebben az időszakban Pozsegában is zendülés zajlott. A közeli Raholcán (Orahovica) két osztrák-magyar ezred, valamint egy cseh és egy dalmát ezred harcolt egymással. A város tisztviselői arról számoltak be, hogy a katonák egy része a bolsevikok oldalára állt. Az erőszak gyorsan terjedt, és a horvát honvédség 23. és 28. ezredének elemei csatlakoztak Eszék kifosztásához. A lázadók vezették a fosztogatásokat Péterváradon, Pakrácban, Daruváron és Zsupanyában is, bár a legtöbb fosztogatásért és rablásért a parasztok és a (többnyire paraszti származású) zöld káderek voltak a felelősek.
A Nemzeti Tanács habozott elítélni az erőszakot, és a fosztogatók megállítására tett ad hoc kísérletei a helyben felállított milíciák bevetésével eredménytelenek voltak, mivel sok milícia is fosztogatott. Ezért a Nemzeti Tanács a szerb hadifoglyokra támaszkodott (akik a háború alatt az osztrák-magyar hadsereg fogságába estek), és november 5-én delegációt küldött a szerb királyi hadsereg parancsnokságához, hogy tőlük kérjék a rend helyreállítását Horvát-Szlavónországban. Az akkoriban a Svetozar Pribičević vezette horvát-szerb koalíció uralta Nemzeti Tanács részben a bolsevikokat és a Stjepan Radić vezette Horvát Népi Parasztpártot (HPSS) tette felelőssé a zavargásokért. A HPSS összekapcsolódása a népi elégedetlenséggel később hozzájárult ahhoz, hogy a HPSS a két világháború közötti időszakban a horvátok legsikeresebb politikai pártja legyen. Az október–novemberi zavargásokban aktívan részt vevő parasztok tévesen a republikanizmust, a katonai szolgálat és az adók eltörlésének nevezték meg végső politikai céljukként.

### Föderáció kontra unió Szerbiával

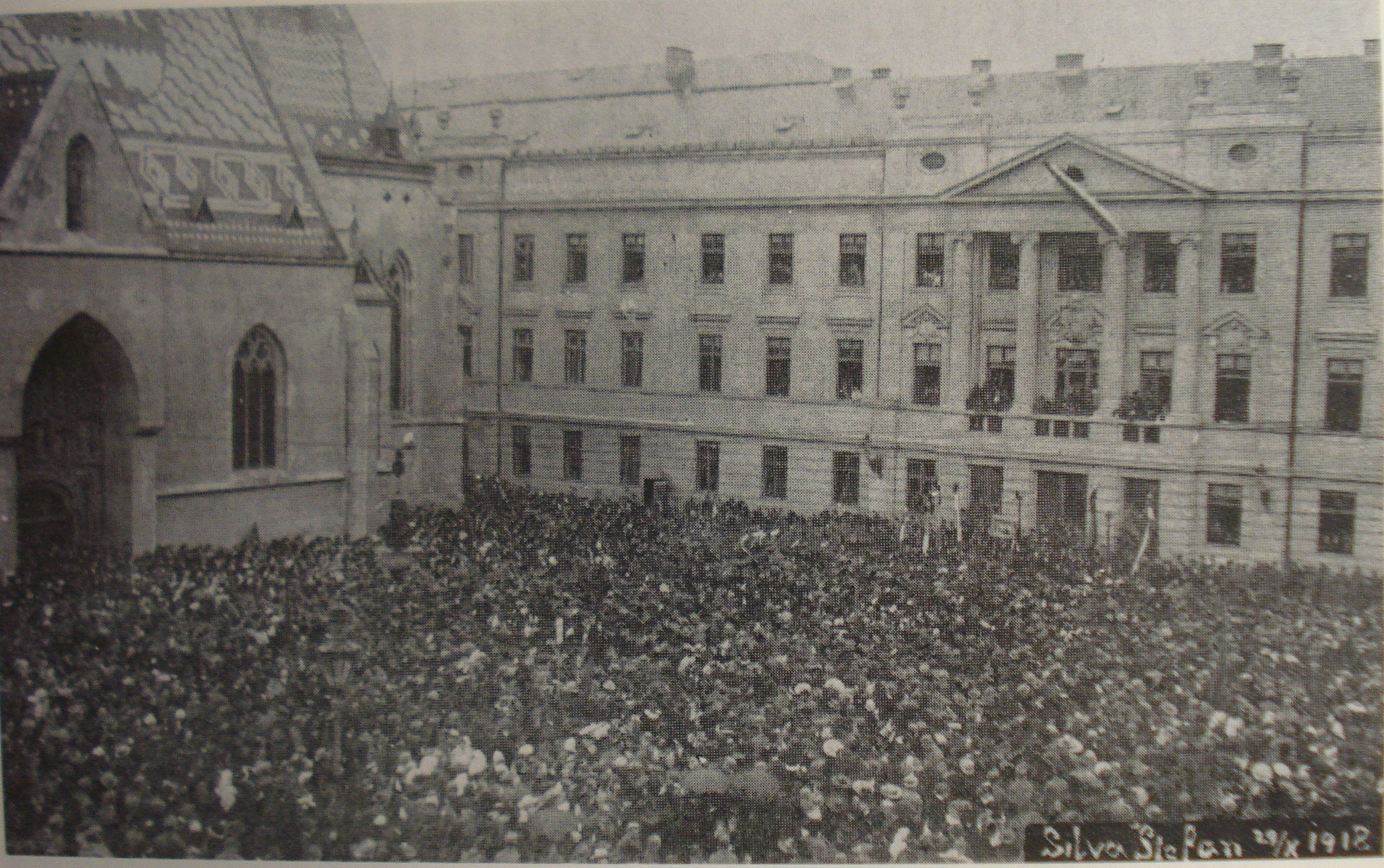
Az Ausztria-Magyarországgal való kapcsolatok megszakításának bejelentése a zágrábi Szent Márk téren 1918. október 29-én

A délszlávok egyesülésének megvalósítására két fő elképzelés volt. Míg Ante Trumbić Jugoszláv Bizottsága a szövetségi kormányrendszert szorgalmazta, Szerbia miniszterelnöke Nikola Pašić központosított államot akart. Pašić azzal fenyegetőzött, hogy ha Trumbić nem fogadja el a központosított államra vonatkozó terveit, elfoglalja és annektálja a Monarchia szerbek által lakott területeit és létrehozza Nagy-Szerbiát. Végül az antant nyomására Pašić az 1918. novemberi genfi konferencián beleegyezett egy szövetségi délszláv állam létrehozásába, Szerbia azonban Sándor régensherceg ellenkezése, illetve egy Pašić által az antant nyomásának elhárítására és Korošec tekintélyének aláásására kidolgozott tervezet miatt megtagadta a megállapodás aláírását.
Nem sokkal a genfi konferencia lezárása után a Nemzeti Tanács bejelentette, hogy meghiúsított egy puccskísérletet, amiért letartóztatta Anton Lipošćak gyalogsági tábornokot.  Az olasz hadsereg közben elfoglalta Fiumét és megközelítette Ljubljanát. Az olasz előrenyomulás megállítására szolgáló eszközök nélkül a Nemzeti Tanács attól tartott, hogy az olaszok jelenléte az Adria keleti partján állandósul. Erre a Nemzeti Tanács küldöttséget küldött Sándor régensherceghez, hogy gyorsan intézkedjen Jugoszlávia szövetségi alapon történő egyesítéséről. A delegáció, amikor december 1-jén a régens herceghez fordult, figyelmen kívül hagyta a Nemzeti Tanácsnak az alkotmányos biztosítékok követelésére vonatkozó utasítását. A régens herceg Péter király nevében elfogadta az egyesülési ajánlatot, és a Szerb-Horvát-Szlovén Királyság az unió jellegére vonatkozó megállapodás nélkül jött létre.

### A fegyveres erők Zágrábban
A Nemzeti Tanács az Ausztria-Magyarországtól két nappal későbbi elszakadást kimondó horvát nemzetgyűlés előkészítéseként 1918. október 27-én létrehozta karhatalmi erőit, melyek az egyetemi szervezetek, valamint a horvát és szerb Sokol egyesületek önkénteseiből állt, amelyek a Budislav Grga Angjelinović vezette zágrábi közrendi és közbiztonsági bizottságnak voltak alárendelve, és közvetlenül Lav Mazzura parancsnoksága alatt álltak. A karhatalmi erőt az egykori osztrák-magyar haditengerészet tengerészeiből álló különítmény egészítette ki. A polgári zavargások leküzdésére létrehozandó karhatalom vidéki megszervezésére tett kísérletek eredménytelennek bizonyultak.

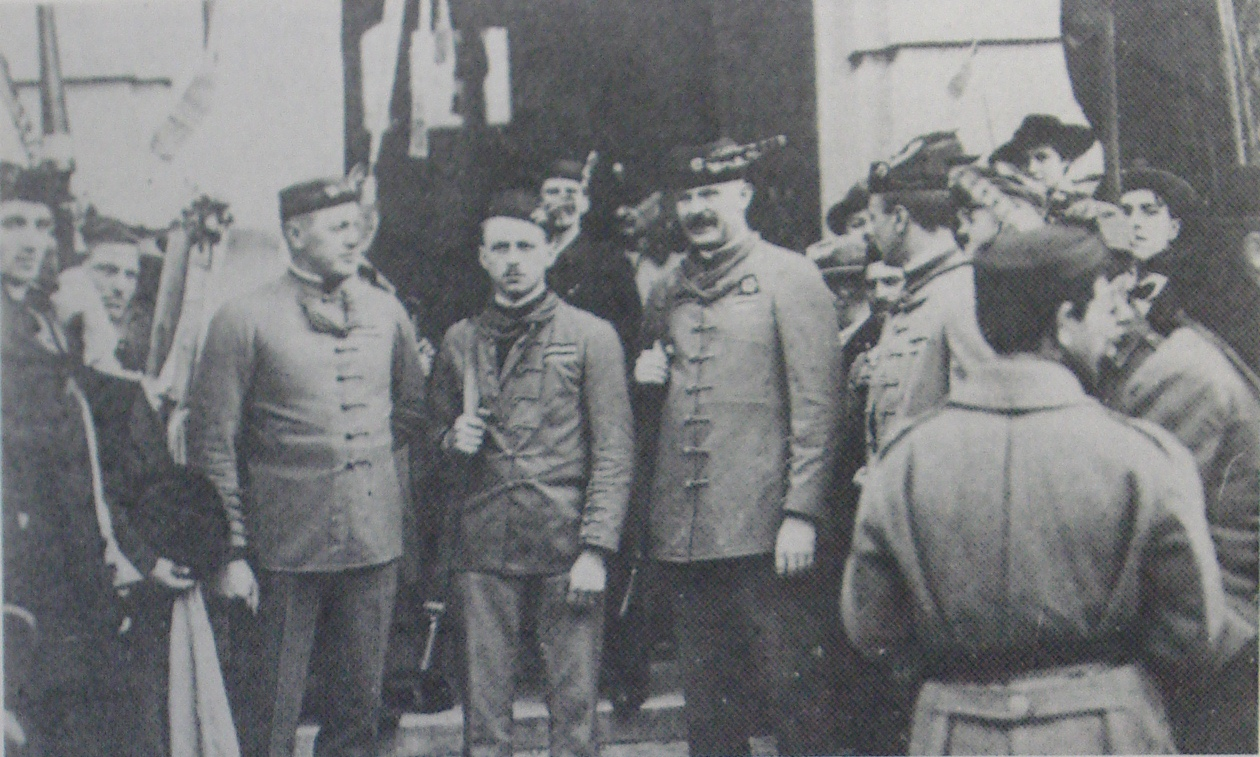
A Sokol egyesület felfegyverzett önkéntesei Zágrábban

A szlovének, horvátok és szerbek állama november 1-jén, három nappal a függetlenség kikiáltása után az új állam területén állomásozó osztrák-magyar egységekből formálisan is megalakította hadseregét. November 6-án a zágrábi székhelyű horvát királyi hadsereg 25. és a közös hadsereg 53. ezrede hűségesküt tett a Nemzeti Tanácsnak. A tanács úgy ítélte meg, hogy a háborúból ezen időpont után visszatérő katonákat is ugyanaz az eskü kötelezi. A 25. ezred éppen akkor tért vissza a Muraköz elfoglalásáért folytatott harcból, és incidens nélkül tartotta fenn a rendet Zágrábban. Ennek ellenére sok zágrábi katona támogatta a köztársaság gondolatát. A köztársasági eszme Radić és az Oroszországból hazatérők hatására az 1917-es októberi orosz forradalom hatására terjedt el. 1918. december elején a Milivoj Kućak ezredes parancsnoksága alatt álló 25. ezred 210 tiszttel és 578 katonával állomásozott a királyi honvédség zágrábi laktanyájában az Ilica utcában, míg az 53. ezred 442 katonával a városban levő Rudolf laktanyában állomásozott. A Mirko Petrović ezredes parancsnoksága által vezetett 53. ezred, mellett az egykori közös hadsereg 37. tábori tüzérezrede, valamint a honvédség 6. tábori tüzérezrede is a városban tartózkodott. A 37. tábori tüzérezrednek 22 tisztje és 142 katonája volt, míg a 6. tábori tüzérezrednek 46 tisztje és 21 katonája volt Zágrábban. A Nemzeti Tanács ebben az időben mintegy 500 főből álló karhatalommal rendelkezett, melyet egy 1254 fős egykori szerb hadifogolyokból összeállított ezreddel egészítettek ki. Novemberben Dušan Simović alezredest jelölték ki a szerb hadsereg zágrábi küldöttének és a hónap végére a szerb hadsereg 7. ezredének 3. zászlóalja is megérkezett Zágrábba.

## Előzmények
December 3-án a Nemzeti Tanács kihirdette az egyesülési törvényt. Az ausztria-magyarországi szlovének, horvátok és szerbek függetlenségének kikiáltásának tömeges ünnepségeihez illeszkedve október végétől a zágrábi önkormányzatokkal együttműködve több nyilvános egyesülési ünnepséget támogatott. Rudolf Horvat történész szerint az ünnepségeket hanyagul szervezték, és bizonyos megnyilvánulások sértettek „mindent, amit a horvát népnek kedves volt és szentnek tartott”. Ugyanezen a napon a közeli Belovár városból jelentések érkeztek arról, hogy az egyesítés bejelentése után az ott állomásozó csapatok fellázadtak. A Nemzeti Tanács egyik városi képviselője arról számolt be, hogy a katonák királyellenes jelszavakat kiabáltak, és a köztársaságot éltették. A zágrábi laktanyában állomásozó csapatok köztársaságpárti hangulatáról Kućak és Petrović tájékoztatta Nikola Winterhaltert Nemzeti Tanács védelmi biztosának helyettesét.
A nép széles köreiben elterjedt kiábrándultságot kihasználva a Jogok Pártja december 2-án kiáltványt fogalmazott meg és terjesztett elő, amelyben az egyesülési folyamatot antidemokratikusnak ítélte. A Hrvatska (magyarul Horvátország) napilap két nappal később leközölte, hogy a Jogok Pártja továbbra is szorgalmazza a szlovének, horvátok és szerbek szabad és független államainak egy szövetségi köztársaságban történő egyesülését. Válaszul a hatóságok elkobozták a lapszámot, és betiltották a Hrvatskát. A párt ezután szórólapként terjesztette a kiáltványt. December 5-én délelőtt a zágrábi székesegyházban hálaadó istentiszteletet tartottak a Szerb-Horvát-Szlovén Királyság megalakulásának ünnepére.

## A tüntetés

### A laktanyáktól a Jelačić térig

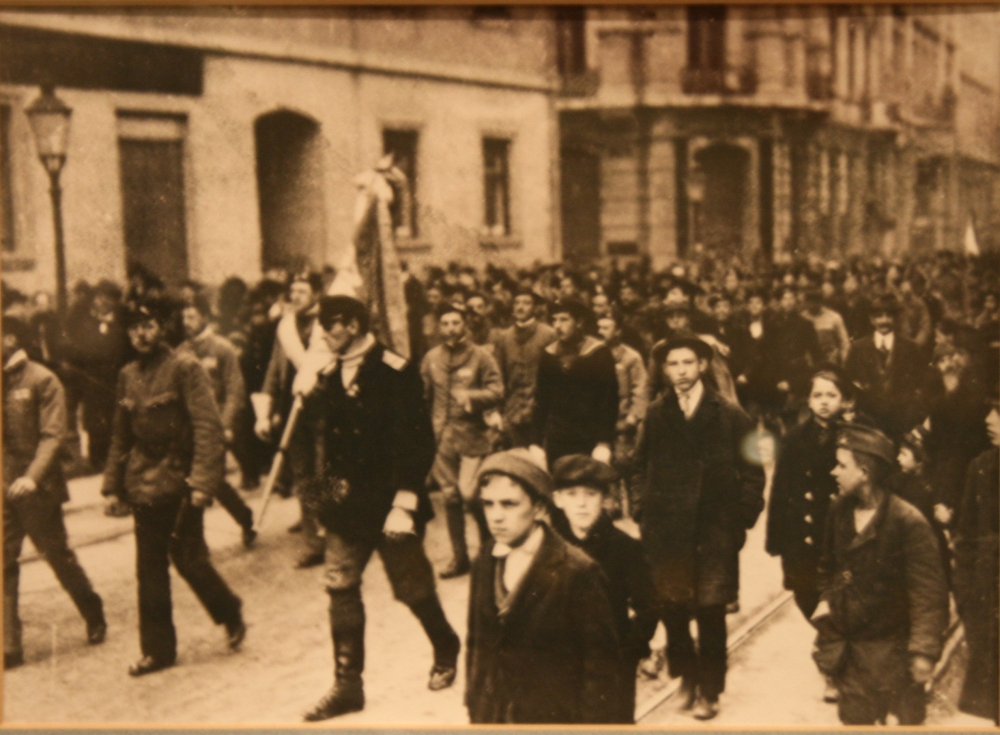
A tiltakozók útban a Josip Jelačić tér felé

December 5-én délután az 53. ezred néhány katonája elhagyta a nyugat-zágrábi Rudolf laktanyát, és elindult a Jelačić bán tér felé. Útközben megálltak az Ilica utcai honvédlaktanya előtt, ahol a 25. ezred néhány katonája csatlakozott a menethez. Civilek is csatlakoztak a katonákhoz. A katonák minden laktanyából puskát és két géppuskát hoztak magukkal és a 25. ezred tizenkétfős katonazenekara kísérte őket. Az egyesülési ünnepségeken tapasztalt provokatív viselkedés hatására a felvonulók a szabad horvát köztársaság kikiáltását tűzték ki célul. A zendüléssel kapcsolatos későbbi vádirat 250 katonáról írt, de a tényleges szám ezredenként körülbelül 400-200 lehetett.
A Szerbiával való egyesülés ellen tiltakozva a katonák Horvátország zászlaját lengetve sétáltak végig az Ilica utcán, és azt kiabálták, hogy „Éljen a köztársaság!”, „Éljen Radić!”, „Le Péter királylyal!”, „Le a dinasztiával!”, „Éljen a parasztpárt!”, „Le a militarizmussal!”, „Éljen a horvát köztársaság!” A hatóságok később arról is beszámoltak, hogy a tüntetők Lipošćak tábornok szabadon bocsátását követelték. Mislav Gabelica horvát történész szerint nem világos, hogy a katonák maga az egyesülés vagy annak végrehajtási módja ellen tiltakoztak-e. Gabelica azzal is érvel, hogy a tiltakozást részben az országban elterjedt szegénység és anarchia, valamint külső szereplők, például az olasz titkosszolgálatok ösztönözték.
A legtöbb forrás egyetért abban, hogy a tiltakozó katonák 14 órakor érték el a Jelačić bán teret. Néhány, a kormányhoz alakulatot az Ilica végén bevetettek, hogy megakadályozzák az emberek bejutását a térre, de ezek gyorsan megadták magukat.A térre érve a 25. és az 53. ezred katonái két géppuskát a tér közepén, két géppuskát pedig az Ilica elején – a Gajeva utca, illetve az Oktogon közelében – állítottak fel. A katonazenekar a Duga utca (ma Radićeva utca) melletti téren foglalt helyet, és a Lijepa naša domovinót játszotta.

### A téren történt fegyveres összecsapás

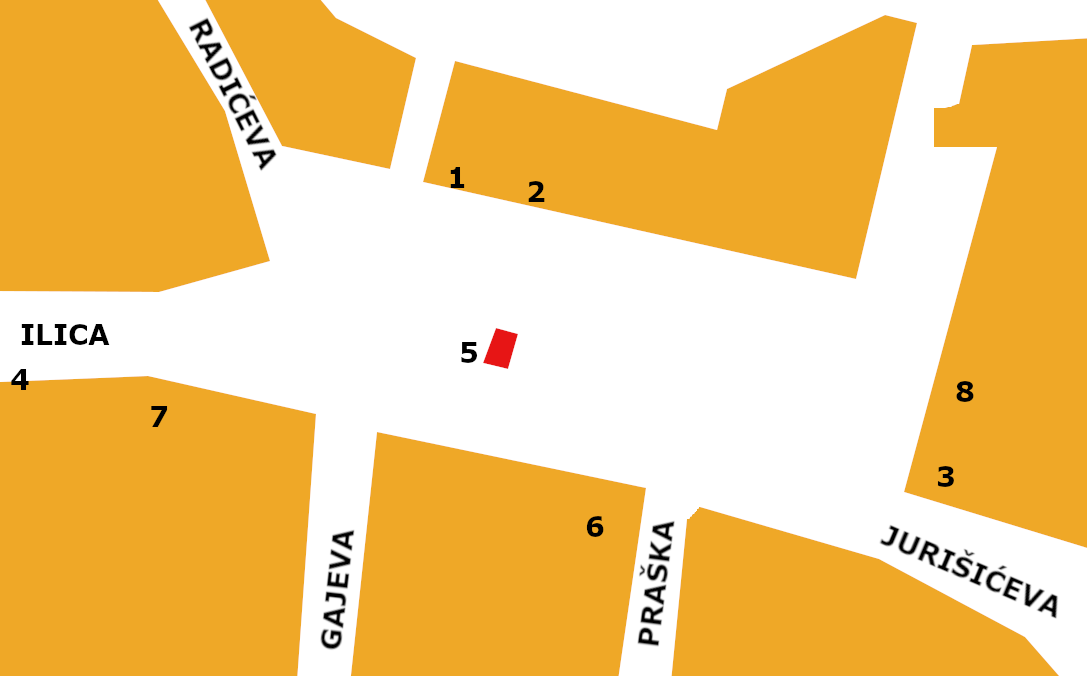
A Jelačić tér vázlatos térképe az 1918. december 5-iki események alatt (1. – Popović ház, 2. – 6. számú ház (Rosia-Fonsier), 3. – Feller ház; 4. – Oktogon, 5. – Jelačić emlékmű; 6. – 27. sz. ház, 7. – Alapítványi Kórház, 8. – Gnezda-ház (a modern utcanevek referenciaként láthatók)

A hatóságokat a tüntetés napján már 11:30 előtt értesítették a tervezett tüntetésről, és még a katonák érkezése előtt megtisztították a teret az emberektől. A tiltakozáshoz csatlakozott katonákat és civileket, a környező épületekbe bújva fegyveres karhatalmisták és Sokol önkéntesek várták. A korabeli kormányjelentések szerint a tér északi oldalán, a Popović-házban (akkor a 4-es szám alatt) és a 6-os számú háznál 60 karhatalmistát helyeztek el – minden épületben géppuskával. A jelentés szerint 20 katona a Popović-házban tartózkodott, míg a többiek Angjelinovićcsal együtt a másik épületben foglaltak állást. Dragutin Mačuka őrmester 1926-os tanúvallomása szerint a kormány 160 katonát (karhatalmistákat és a Sokol önkénteseit) küldött a térre. A főhadiszállást a 6. szám alatti házban alakították ki, további csapatokkal a Popović-háznál és a Feller-háznál (a Jurišićeva utca sarkán, a 21. szám alatt) a tér keleti oldalán. Mačuka becslését a kormány erejéről alátámasztja egy Sokol-önkéntes, Branko Kojić vallomása, aki szerint 60 Sokol-önkéntest és 100 karhatalmistát telepítettek. Először rövid tárgyalások folytak. A szemtanúk vallomásai szerint Kućak és Slavko Kvaternik alezredes a Popović-házhoz mentek, és megpróbálták megnyugtatni a helyzetet. Kvaternik szerint rávették Mazzurát, hogy mondják meg az abban a házban levő karhatalmistáknak, hogy ne tüzeljenek. Kvaternik elbeszélésének ellentmondanak mások, akik Zdravko Lenac civilt azonosították a Popović-ház parancsnokaként.

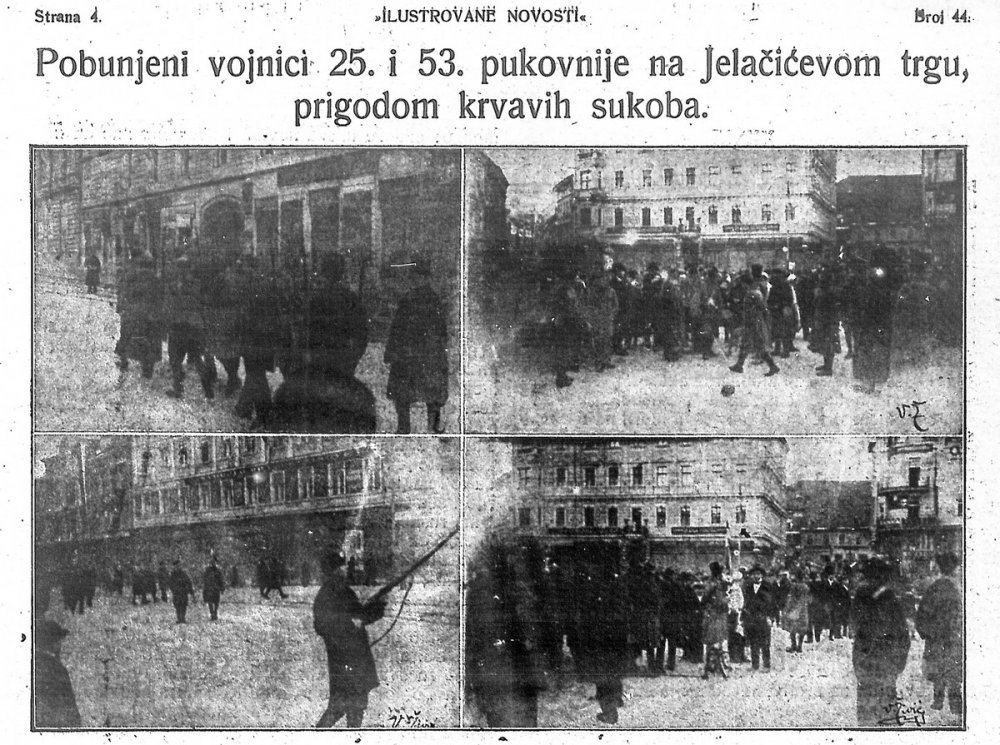
A 25. és 53. ezred lázadó katonái a Jelačić téren a véres összecsapás során – Képriport az Ilustrovsne Novosti című újságból

A bírósági tárgyalás tanúsága szerint a 25. és az 53. ezred katonái elfoglalták a Popović-házat és az ott elhelyezett géppuskát. Különböző tanúvallomások nem értenek egyet azzal kapcsolatban, hogy a második géppuskát a szomszédos (5. számú) ház erkélyére vagy a 6. számú házra helyezték-e el, ahogy azt a korabeli hivatalos jelentések jelzik. A szemtanúk egyetértenek abban, hogy a katonák elhagyták a Popović-házat, hogy elfogjanak egy másik géppuskát, de az épületben lövöldözés tört ki, és a géppuska a téren levő katonákra lőtt. A homlokzatokon hagyott lövedéknyomok későbbi vizsgálata során kiderült, hogy a 6-os számú ház volt a katonák tüzének fő célpontja, és más tanúvallomások is abban a házban helyezték el Angjelinovićot, aki utasította a géppuska kezelőszemélyzetét, hogy tüzeljenek a katonákra. Kvaternik és más szemtanúk jelezték, hogy egy harmadik, a Feller-házban elhelyezett géppuska  lőtt, és megölt egy katonát, aki a zendülők egyik géppuskáját állította fel a téren, a Josip Jelačić-emlékmű tövében. 1947-es tanúvallomásában Kvaternik elmondta, hogy a karhatalmisták géppuskáját a tér déli oldalán, a mai Praška utca sarkán, a 27-es számú háznál állítottákfel, de más forrás nem támasztja alá ezt az állítást.
A csetepaté 15 óra körül ért véget. A legtöbb tüntető szétszéledt és elmenekült, de néhány túlélőt elfogtak. A lövöldözésben tizennyolc ember halt meg vagy a sebesült meg. A halottak között volt két karhatalmista (mindkettő Sokol-tag), egy azonosítatlan szerb katona, aki Simović szerint nem volt aktív résztvevője az összecsapásnak, valamint két civil. December 7-én Simović felkérte feletteseit, hogy biztonsági okokból telepítsék Zágrábba a 7. gyalogezred többi részét. A katonai ügyészség és az igazságügyi szakértők december 6-i jelentései 15 halottról és 13 sebesültről szólnak. A sebesültek közül hárman a jelentés közzététele után belehaltak a sebeikbe. Egy későbbi per során a katonák tiltakozásának vezetőjeként Rudolf Sentmartoni tizedest azonosították, Ivan Perčić őrmesterrel, Martin Murk tizedessel, a 6. tábori tüzérezred meg nem nevezett tizedesével és egy azonosítatlan civillel együtt. Egyiküket sem fogták el, kivéve Perčićet, akit lázadásért elítéltek és hat év börtönre ítéltek. 1941-ben Rudolf Horvat írt az összecsapásról. Más forrásoktól eltérően Horvat azt állította, hogy két géppuska volt, melyek közül az egyik a szomszédos Gnezda ház tetejéről, a másik pedig egy kórház legfelső emeletéről lőtt (azóta már az Ilica utca 1. számú épület áll itt). Az életben maradt katonák géppuskalövéseinek irányáról szóló jelentések ellentmondanak Horvatnak.

## Következmények

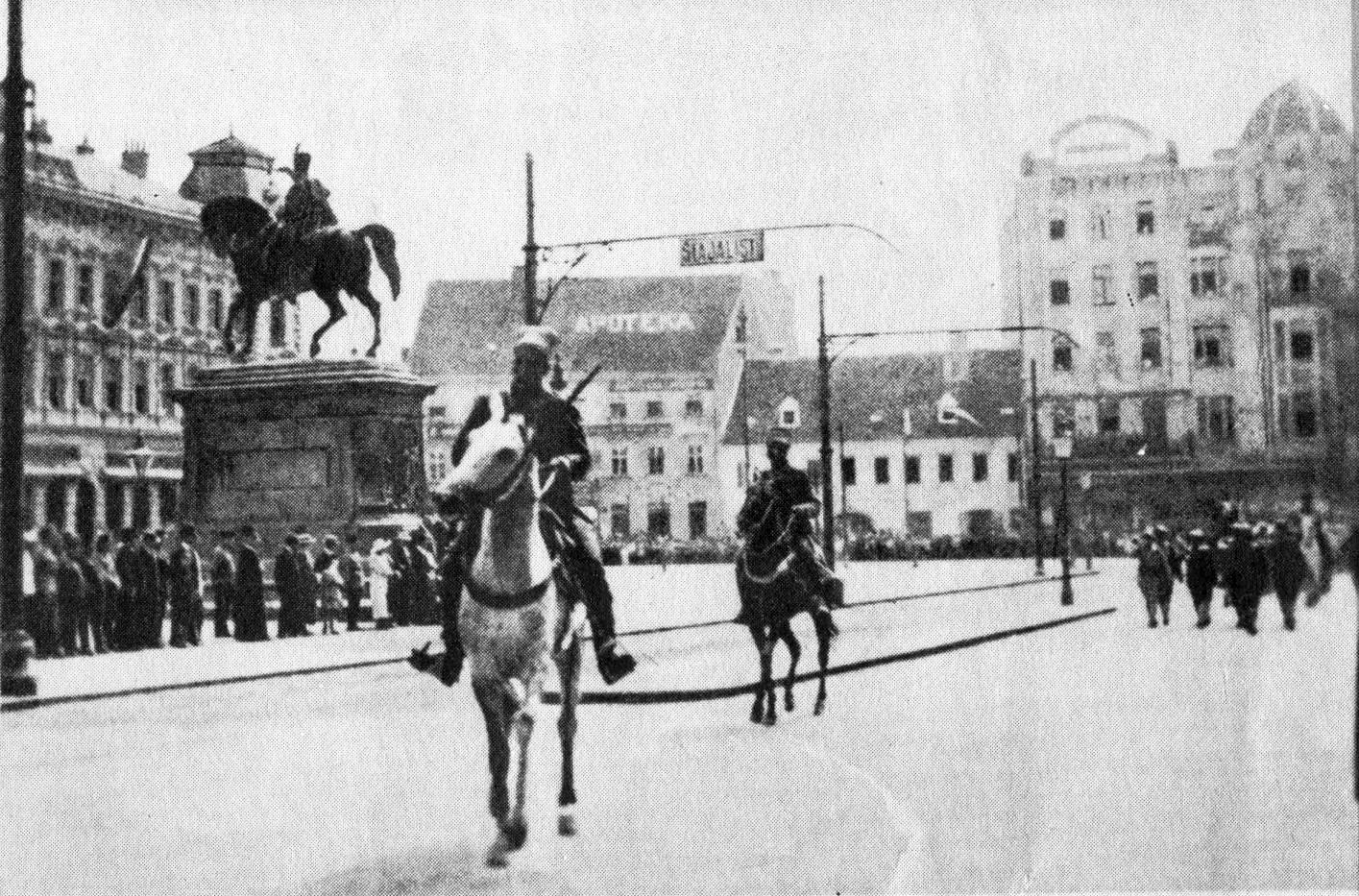
A Szerb Királyi Hadsereg egységeinek bevonulása Zágrábba 1918-ban

A Nemzeti Tanács december 5-én este feloszlatta a 25. és az 53. ezredet, és az összecsapásra és a Lipošćak-ügyre hivatkozva megbízhatatlannak minősítette azon horvát tiszteket, akik korábban az osztrák-magyar fegyveres erőknél szolgáltak.  December 10-én a Nemzeti Tanács feloszlatta az összes, hivatalosan parancsnoksága alá tartozó fegyveres egységet, beleértve az osztrák-magyar hadsereg és haditengerészet összes korábbi horvát egységét. December 10-én felhatalmazta a szerb hadsereg misszióját, hogy a feloszlatott egységek helyére új egységeket hozzon létre. A misszió új, az új királyság többi részével integrált struktúrák létrehozására törekedett.
December 5-én a Nemzeti Tanács cenzúrát vezetett be, és betiltotta az utolsó ellenzéki újságot, a HPSS által kiadott Domot. A hatóságok letartóztatták a Jogok Pártja frankista köztársaságpárti frakciójának vezetőit, Ivo Elegovićot és Vladimir Sachs-Petrovićot is. A frankisták a december 5-i eseményeket annak bizonyítékaként említették, hogy a horvátok nem voltak hajlandók közös államot létrehozni Szerbiával, és a katonák lázadását a Szerb-Horvát-Szlovén Királysággal szembeni politikai ellenállásuk igazolásaként állították be. A tiltakozás évfordulójáról az ellenzék az egyesülés minden év december 1-jén tartott hivatalos ünnepségével páthozamosan emlékezett meg. A 25. és 53. ezred Jelačić bán téren elesett katonáit decemberi áldozatként emlegették, és Horvátország függetlenségének mártírjaként ábrázolták. Megpróbálták kihasználni az új unióval szembeni vélt széleskörű ellenállást, majd ezután létrehozták az emigráns Horvát Bizottságot azzal a céllal, hogy a horvátok lakta országokban szabad választásokat tartsanak, és hangsúlyozták, hogy a Jogok Pártja, különösen a frankisták, küzdenek azért, amiért a decemberi áldozatok elestek. A december 5-i tüntetés és a gyilkosságok hozzájárultak a frankisták azon erőfeszítéseihez, hogy kidolgozzanak egyfajta „vereség kultúráját”, amely az 1918-as eseményeket megaláztatásként ábrázolja, amelyet meg kell bosszulni. Ez tette lehetővé az 1920-as években a frankista vezetők, főként Ante Pavelić számára, hogy lehetőséget kínáljanak az elégedetlenkedőknek és az elfeledett volt osztrák-magyar tiszteknek, hogy szélsőjobboldali usztasa félkatonai egységként (és később náci kollaboránsokként) „megváltsák” magukat.

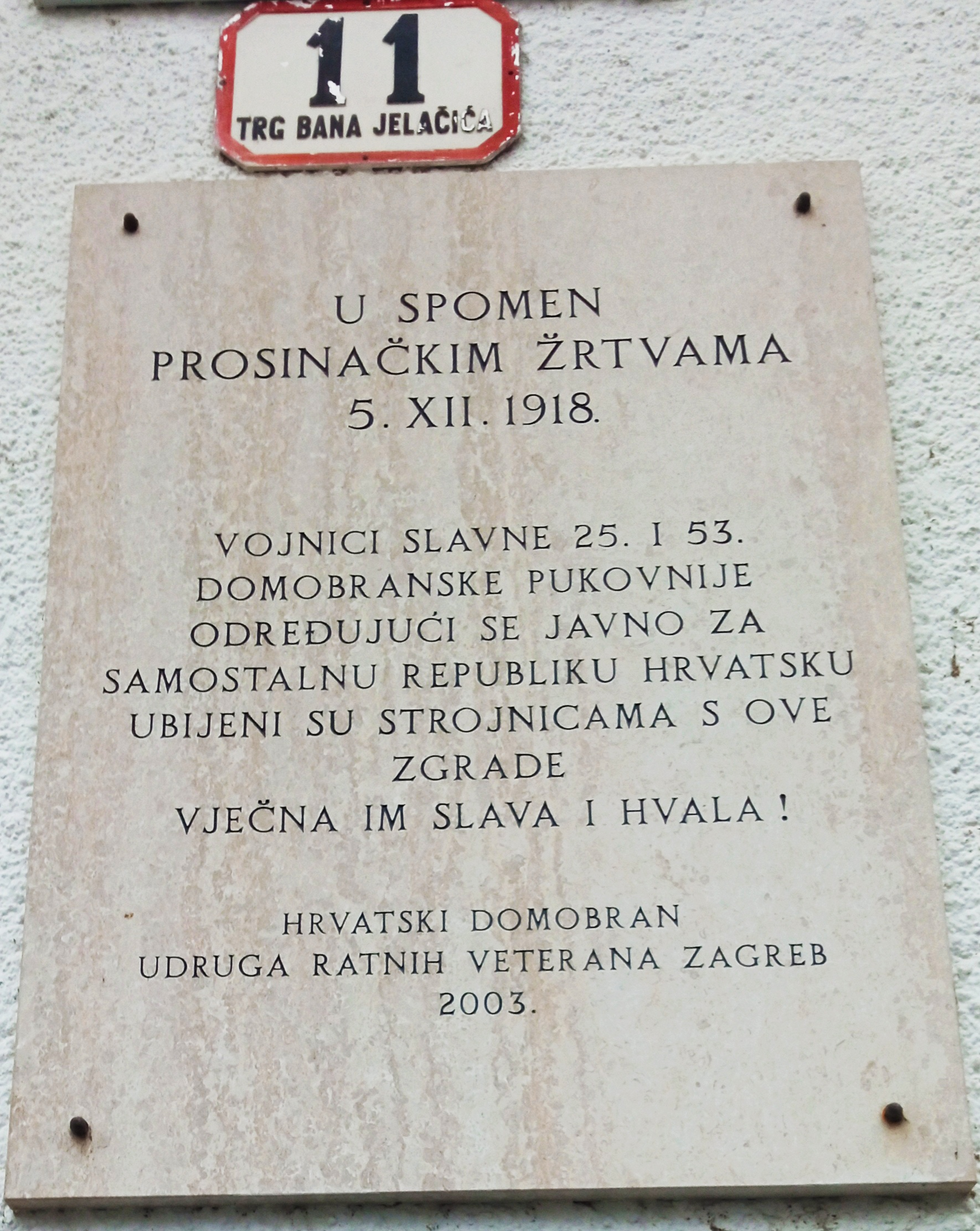
Az emléktábla az egykori Feller-ház falán

A két megölt karhatalmistát tisztelettel temették el a zágrábi Mirogoj temetőben. 1932-ben a Horvát Nők Társasága kezdeményezést indított, hogy a megölt katonák és civilek (nem a karhatalmisták) holttestét a Mirogojban lévő egyéni sírjukból egy közös kriptába helyezzék át. Az egyesület a temetőben emlékművet épített a meggyilkoltak emlékére, A jugoszláv állam nem engedélyezte a maradványok átszállítását, amire 1941 decemberében, az Usztasa által uralt Független Horvát Állam (NDH) náci bábállamként való létrehozása után került sor a második világháborúban. 1941. augusztus 26-án Pavelić az 1918. december 5-iki tiltakozásban részt vevő „600 forradalmárt” az usztasa milícia tartalékzászlóaljává nyilvánította, amely eredetileg díszegység volt. Az Ivan Perečić parancsnoka alatt álló egységet ezt követően Becsület zászlóaljnak nevezték el. Az NDH a decemberi áldozatokat a Szerbiával való egyesítéssel szembeni ellenállás szimbólumaként akarta feltüntetni, de a náci birodalom meghatalmazott képviselője Edmund Glaise-Horstenau úgy foglalt állást, hogy az esemény alapvetően kommunista akció volt. 1942-ben emlékérmeket engedélyeztek a tüntetés résztvevői számára, és viselésének jogát 402 személy (25 posztumusz) kapta meg. 1943-ban a Jelačić bán téren emlékművet állítottak a tüntetés 25. évfordulója alkalmából. 1947-re a kommunista hatóságok eltávolították az összes emlékművet a Jelačić bán térről, beleértve Josip Jelačić lovas emlékművét is. A Horvát II. világháborús veteránszövetség, a Hrvatski domobran 2003-ban emléktáblát helyezett el az egykori Feller-ház épületén (jelenleg 11. szám), az 1918-as tiltakozás emlékére.

## Megjegyzés
1. ↑   A 6. szám alatti házat korabeli tulajdonosai alapján Rosia-Fonsier-háznak, vagy korábbi tulajdonosairól Gavella-háznak is nevezik.[55]

## Fordítás
Ez a szócikk részben vagy egészben  a(z)    1918 protest in Zagreb című angol Wikipédia-szócikk ezen változatának fordításán alapul.  Az eredeti cikk szerkesztőit annak laptörténete sorolja fel. Ez a jelzés csupán a megfogalmazás eredetét és a szerzői jogokat jelzi, nem szolgál a cikkben szereplő információk forrásmegjelöléseként.